# Generation X (film)
Generation X è un film per la televisione del 1996 diretto da Jack Sholder. Il film è basato sul fumetto della Marvel Comics dello stesso titolo nonché spin-off della serie a fumetti degli X-Men.

## Trama
Si narrano le gesta di Emma Frost e Banshee dell'istituto di Charles Xavier per giovani dotati. Gli altri personaggi sono studenti. Nemesi del gruppo è lo scienziato pazzo Russel Tresh.

## Produzione
Il film è prodotto dalla Fox, New World Entertainment e Marvel Studios. È la prima prova della Fox e dei Marvel Studios nel realizzare una trasposizione live action degli X-Men.
I personaggi di Buff e Refrax sono stati creati appositamente per il film in sostituzione di Chamber e Husk, i cui poteri erano irrealizzabili su pellicola.

## Distribuzione
Negli Stati Uniti, il film è stato trasmesso dall'emittente televisiva Fox il 20 febbraio 1996. In Italia è stato trasmesso dall'emittente televisiva TELE+ Bianco il 13 aprile 1999.

## Accoglienza
Il film fu giudicato abbastanza negativamente dai fan che gli riconobbero non pochi errori (tra i quali il non rendere Jubilee un personaggio asiatico) e dunque l'idea dei produttori di realizzare una serie televisiva fu presto abbandonata.